# Судно на повітряній каверні

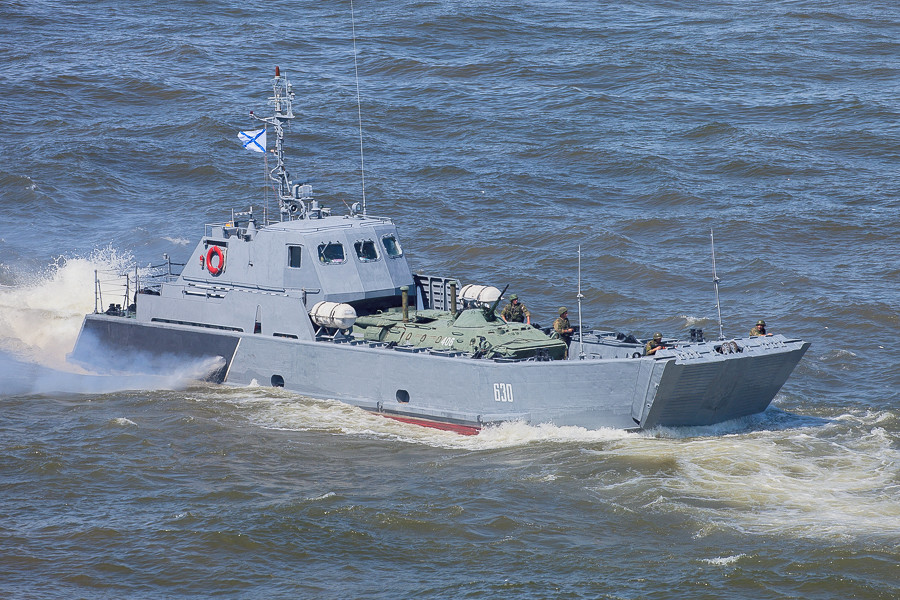
Катер на повітряній каверні проєкту 11770

Судно на повітряній каверні — тип швидкісного судна із динамічним принципом підтримки.

## Принцип дії
Принцип руху судна на повітряній каверні схожий на рух судна на повітряній подушці: і в тому, і в іншому випадку під днище судна подається повітря, яке знижує гідродинамічний опір і тим самим покращує швидкісні якості судна. Внаслідок підвищення тиску повітря під днищем спеціальної геометрії утворюється та утримується повітряний міхур (каверна), який відіграє роль повітряного змащення.

## Переваги
- Ізолює більшу частину корпусу від контакту з водою, чим досягається зниження опору в 800 разів у місцях корпусу, ізольованих від води. Загальний опір руху зменшується на 17-30 % рахунок витрат енергії створення каверн в 2-3 %.[1]
- Судна на повітряній каверні мають хорошу прохідність мілководдям.
- Можливість висадки (посадки) пасажирів на необладнаному причальними засобами березі за допомогою відкидної рампи.
- Можливість для суден-криголамів звільнятися з льодових пасток[1].

## Історія
У Росії роботи зі створення суден на повітряній каверні розпочалися у 1950-х роках у ЦНДІ ім. акад. А. Н. Крилова і продовжуються сьогодні..

## Судна на повітряній каверні
- Лінда (теплохід)[ru] — пасажирське швидкісне судно.
- Десантні катери проекту 21820
- Десантні катери проєкту 11770